# Esteban Marino
Esteban Marino (Montevideo, 1914. május 26. – ?, 1999. január 10.) uruguayi nemzetközi labdarúgó-játékvezető.

## Pályafutása

### Nemzeti játékvezetés
1941-ben vizsgázott, 1949-ben lett az I. Liga játékvezetője. A nemzeti játékvezetéstől 1968-ban vonult vissza.

### Nemzetközi játékvezetés
Az Uruguayi labdarúgó-szövetség Játékvezető Bizottsága (JB) terjesztette fel nemzetközi játékvezetőnek, a Nemzetközi Labdarúgó-szövetség (FIFA) 1951-től tartotta nyilván bírói keretében. A FIFA JB központi nyelvei közül a spanyolt beszélte. Több nemzetek közötti válogatott és klubmérkőzést vezetett, vagy működő társának partbíróként segített. Az aktív nemzetközi játékvezetéstől 1968-ban búcsúzott.

#### Labdarúgó-világbajnokság
Négy világbajnoki döntőhöz vezető úton Brazíliába a IV., az 1950-es labdarúgó-világbajnokságra, Svájcba az V., az 1954-es labdarúgó-világbajnokságra, illetve Chilébe a VII., az 1962-es labdarúgó-világbajnokságra a FIFA JB bíróként/partbíróként alkalmazta. 1950-ben és 1954-ben egy csoportmérkőzésen, 1962-ben kettő csoportmérkőzésen és az egyik elődöntőben kapott partbírói feladatot. Partbíróként első számú besorolást kapott, pozíciója feljogosította arra, hogy játékvezetői sérülésnél továbbvezesse a mérkőzést. Előselejtező mérkőzéseket a CONMEBOL zónában irányított. Világbajnokságon vezetett mérkőzéseinek száma: 1 + 5 (partbíró).

##### 1950-es labdarúgó-világbajnokság

###### Világbajnoki mérkőzés
| Időpont          | Helyszín                         | Mérkőzés típusa              | Mérkőzés            | Játékvezető     | Eredmény | Nézők száma |
| ---------------- | -------------------------------- | ---------------------------- | ------------------- | --------------- | -------- | ----------- |
| 1950. június 29. | Maracanã Stadion, Rio de Janeiro | csoportmérkőzés (2. csoport) | Spanyolország–Chile | Alberto Malcher | 2 : 0    | 20 000      |

##### 1954-es labdarúgó-világbajnokság

###### Világbajnoki mérkőzés
| Időpont          | Helyszín                 | Mérkőzés típusa              | Mérkőzés              | Eredmény | Nézők száma |
| ---------------- | ------------------------ | ---------------------------- | --------------------- | -------- | ----------- |
| 1954. június 20. | Charmilles Stadion, Genf | csoportmérkőzés (B. csoport) | Törökország–Dél-Korea | 7 : 0    | 3 000       |

##### 1958-as labdarúgó-világbajnokság

###### Selejtező mérkőzés
| Időpont           | Helyszín                         | Mérkőzés típusa           | Mérkőzés      | Eredmény |
| ----------------- | -------------------------------- | ------------------------- | ------------- | -------- |
| 1957. április 21. | Maracanã Stadion, Rio de Janeiro | előselejtező (1. csoport) | Brazília–Peru | 1 : 0    |

##### 1962-es labdarúgó-világbajnokság

###### Selejtező mérkőzés
| Időpont        | Helyszín              | Mérkőzés típusa           | Mérkőzés      | Eredmény |
| -------------- | --------------------- | ------------------------- | ------------- | -------- |
| 1961. május 7. | Nemzeti Stadion, Lima | előselejtező (3. csoport) | Peru–Kolumbia | 1 : 1    |

###### Világbajnoki mérkőzés
| Időpont          | Helyszín                        | Mérkőzés típusa              | Mérkőzés                    | Játékvezető       | Eredmény             | Nézők száma |
| ---------------- | ------------------------------- | ---------------------------- | --------------------------- | ----------------- | -------------------- | ----------- |
| 1962. május 31.  | Sausalito Stadion, Viña del Mar | csoportmérkőzés (3. csoport) | Csehszlovákia–Spanyolország | Erich Steiner     | 1 : 0                | 12 700      |
| 1962. június 6.  | Sausalito Stadion, Viña del Mar | csoportmérkőzés (3. csoport) | Brazília–Spanyolország      | Sergio Bustamante | csoportmérkőzés2 : 1 | 18 715      |
| 1962. június 13. | Nemzeti Stadion, Santiago       | egyik elődöntő               | Brazília–Chile              | Arturo Yamasaki   | 4 : 2                | 76 500      |

#### Copa América
Argentína rendezte a 26., az 1959-es Copa América a Dél-amerikai labdarúgó tornáját, ahol a CONMEBOL JB megbízásából bíróként tevékenykedett.

##### 1959-es Copa América

###### Copa América mérkőzés
| Időpont            | Helyszín                  | Mérkőzés típusa  | Mérkőzés           | Eredmény | Nézők száma |
| ------------------ | ------------------------- | ---------------- | ------------------ | -------- | ----------- |
| 1959. december 9.  | Modelo Stadion, Guayaquil | csoportmérkőzés  | Argentína–Paraguay | 4 : 2    | 15 000      |
| 1959. december 19. | Modelo Stadion, Guayaquil | csoportrmérkőzés | Brazília–Ecuador   | 3 : 1    | 55 000      |
| 1959. december 22. | Modelo Stadion, Guayaquil | csoportmérkőzés  | Argentína–Brazília | 3 : 1    | 42 000      |

#### Nemzetközi kupamérkőzések
Vezetett Kupa-döntők száma: 2.

##### Interkontinentális kupa
1967-ben Montevideóban botrányos körülmények között játszották le a kupadöntő második, visszavágó mérkőzését. Korabeli újságok szerint: A mérkőzés inkább csapszéki verekedésnek minősíthető, mint labdarúgásnak. A skót kapust kivonuláskor fejbe dobták egy kődarabbal, ami megadta a mérkőzés alaphangulatát. 
| Időpont           | Helyszín                               | Mérkőzés típusa        | Mérkőzés                                    | Eredmény | Nézők száma |
| ----------------- | -------------------------------------- | ---------------------- | ------------------------------------------- | -------- | ----------- |
| 1967. november 1. | Juan Domingo Perón Stadion, Avellaneda | döntő második mérkőzés | Racing Club Avellaneda (argentin)–Celtic FC | 2 : 1    | 100 000     |

##### Copa Libertadores
| Időpont        | Helyszín                             | Mérkőzés típusa     | Mérkőzés                             | Eredmény | Nézők száma |
| -------------- | ------------------------------------ | ------------------- | ------------------------------------ | -------- | ----------- |
| 1968. május 2. | Jorge Luis Hirschi Stadion, La Plata | döntő első mérkőzés | Estudiantes de La Plata–SE Palmeiras | 2 : 1    | 35 000      |

#### A magyar labdarúgó-válogatott mérkőzései (1902–1929)
| Időpont            | Helyszín                  | Mérkőzés típusa          | Mérkőzés           | Eredmény | Nézők száma |
| ------------------ | ------------------------- | ------------------------ | ------------------ | -------- | ----------- |
| 1961. december 13. | Nemzeti Stadion, Santiago | 378. válogatott mérkőzés | Chile–Magyarország | 0 : 0    | 42 000      |

## Külső hivatkozások
- Esteban Marino. World Referee. [2019. január 23-i dátummal az eredetiből archiválva]. (Hozzáférés: 2012. október 13.)
- Esteban Marino. footballzz.com. (Hozzáférés: 2012. október 13.)
- Esteban Marino. footballdatabase.eu. (Hozzáférés: 2012. október 13.)
- Esteban Marino. eu-football.info. (Hozzáférés: 2013. január 14.)

| Elődje: Juan Gardeazabal | Interkontinentális kupa döntő 1967 | Utódja: Rodolfo Pérez Osório (paraguayi) |

1. ↑  http://www.transfermarkt.com/esteban-marino/werdegang/schiedsrichter/7930